# Paul Williams (Fußballspieler, 1971)
Paul Darren Williams (* 26. März 1971 in Burton upon Trent) ist ein ehemaliger englischer Fußballspieler und aktueller -trainer. Anfänglich zumeist als Mittelfeldspieler aufgeboten, etablierte er sich gegen Mitte der 1990er-Jahre bei Derby County als Innenverteidiger, bevor er nach seinem Wechsel auf dieser Position sechs Jahre in der Premier League für Coventry City spielte.

## Sportlicher Werdegang
Williams begann seine Fußballerlaufbahn als Stürmer, bevor er beim damaligen Erstligisten Derby County ins Mittelfeld zurückgezogen wurde und dort in der Saison 1989/90 die ersten zehn Pflichtspiele für die „Rams“ bestritt. Nachdem er im folgenden Jahr 1991 mit seinem Klub den Abstieg aus der obersten englischen Spielklasse hinnehmen musste, gelang ihm in der anschließenden Zweitligasaison 1991/92 der sportliche Durchbruch. Er schoss 13 Ligatore, darunter einen Hattrick beim 3:1-Erfolg gegen den FC Watford, die mit dazu beitrugen, dass Derby County einen Platz für die Aufstiegs-Playoffs erlangte – dort jedoch bereits im Halbfinale an den Blackburn Rovers scheiterte. Nachdem Williams zuvor einige Mal im Abwehrzentrum aufgeboten worden war, etablierte er sich in der zweiten Hälfte der Spielzeit 1993/94 als Innenverteidiger unter dem damaligen Trainer Roy McFarland, der selbst auf dieser Position für Derby County und in der englische Nationalmannschaft agiert hatte. Erneut wurde jedoch der Aufstieg in die Premier League knapp verpasst (im Playoff-Finale unterlag Derby County gegen Leicester City mit 1:2) und nach einem weiteren Jahr, in dem McFarland durch Jim Smith ersetzt und nur ein Mittelfeldplatz in der Liga erreicht wurde, wechselte er im August 1995 zum Erstligisten Coventry City. Zuletzt hatte er in der Abwehr mit Craig Short das Duo in der Abwehrmitte gestellt und nach dem Abgang von Gordon Cowans das Amt des Mannschaftskapitäns übernommen.
Auf Anhieb etablierte sich Williams bei seinem neuen Verein und gewann in der Saison 1995/96 die vereinsinterne Wahl zum besten Spieler. In den insgesamt sechs Jahren, die er bei Coventry City verbrachte, kämpfte Williams mit dem Team zumeist um den Klassenerhalt, bevor der Klub im Jahr 2001 unter Trainer Gordon Strachan in die Zweitklassigkeit abstieg. Nach fünf weiteren Partien zu Beginn der Spielzeit 2001/02 verließ Strachan den Verein und nach dessen Wechsel zum FC Southampton im folgenden Monat, verpflichtete dieser sofort seinen Ex-Spieler Williams, der somit nach einer nur kurzen Pause wieder in die Premier League zurückkehrte.
Williams trat in Southampton in große Fußstapfen, da mit Dean Richards ein Publikumsliebling den Verein verlassen hatte und Zweifel geäußert wurden, ob der mittlerweile 30-Jährige ein adäquater Ersatz sein könne. Letztlich bildete er jedoch in den folgenden 24 Partien mit Claus Lundekvam ein solides Abwehrzentrum, das die Grundlage dafür bildete, dass sich Southampton ins Tabellenmittelfeld verbesserte. In der folgenden Saison 2002/03 verdrängte ihn jedoch der Neuzugang Michael Svensson als Lundekvams Partner, wodurch er auch das Endspiel im FA Cup gegen den FC Arsenal (0:1) verpasste.
Es folgte ein Engagement beim Zweitligisten Stoke City, bevor er in den Vereinigten Staaten über Stationen wie die Richmond Kickers und die Fredericksburg Gunners vom Spieler- ins Trainerfach wechselte. Nach seiner Rückkehr nach England übernahm er zweimal eine Anstellung als Assistent von Jason Dodd, zunächst in der vierten Liga bei Aldershot Town und danach zurück in Southampton. Weitere nennenswerte Karriereepisoden waren im März 2016 seine interimistische Übernahme des Cheftraineramts beim Zweitligisten Nottingham Forest nach der Entlassung von Dougie Freedman und die Arbeit im Jugendbereich der englischen Nationalmannschaft. Hier gewann er im Oktober 2016 mit der englischen U-20-Auswahl ein „Four-Nations-Turnier“ mit den Niederlanden, Deutschland und den USA. Im August 2021 übernahm er vorübergehend die Betreuung der U-18-Junioren anlässlich eines Trainingscamps plus Spiel in Wales.